# تاروت تحوتی
تاروت تحوتی (به انگلیسی: Thoth Tarot) دسته‌ای کارت‌های تاروت پیشگویی می‌باشند که توسط بانو فریدا هریس و بر اساس دستورهای آلیستر کراولی طراحی شدند. کراولی این کارت‌ها را به کتاب تحوت منسوب کرد و کتابی نیز تحت همین عنوان به منظور ضمیمهٔ کارت‌ها نوشت.